# Џонџо Шелви
Џонџо Шелви (рођен 27.2.1992) је eнглески професионални фудбалер који игра као везњак за Њукасл јунајтед, тим који наступа у Премијер лиги. Своју каријеру започео је у Чарлтон атлетику, поставши њихов најмлађи играч у историји јер је дебитовао са свега 16 година и 59 дана старости. Провео је кратко време на позајмици у Блекпулу а потом 2010. године прелази у Ливерпул за 1.7 милиона британских фунти. Током три године које је провео у Ливерпулу, Шелви је био члан тима који је освојио Енглески Лига куп и изгубио финале ФА купа 2012. године. Шелви прелази у Свонзи Сити у трансферу вредном 5 милиона фунти 2013. године, а 2 и по године касније у Њукасл јунајтед за 12 милиона фунти. Месец дана након доласка у Њукасл, Шелви постаје заменик капитена у сезони у којој Њукасл испада из елитног ранга такмичења.
Шелви је наступао за енглеске репрезентације до 16, 17, 19 и 21 године и био је капитен репрезентације до 19 година. Први наступ за А тим репрезентације Енглеске остварио је 2012. године.

## Клупска каријера

### Чарлтон атлетик
Шелви је играо у млађим тимовима Арсенала а потом и Вест Хем јунајтеда, тима за који је навијао као дете. Прешао је у Чарлтон атлетик 2004. године, а постао је запажен током сезоне 2007/08 у којој је постигао 14 голова у 23 наступа за Чарлтонов тим до 18 година. Деби за први тим остварио је 26. априла 2008. године, када је стартовао у поразу свог тима 3:0 у гостима против Барнслија, у Чемпионшипу. Постао је најмлађи икад играч Чарлтона са 16 година и 59 дана и тако оборио рекорд који је претходно држао Пол Кончески. Остала му је једна недеља школе када му је деби за Чарлтон дао менаџер Алан Пардју.
Џонџо Шелви је такође оборио рекорд Чарлтон атлетика за најмлађег стрелца, пошто је 3. јануара 2009. године постигао гол против Норич ситија у трећој рунди ФА купа. Тај гол постигао је 54 дана пре свог 17. рођендана, чиме је оборио рекорд Питера Ривса који је био стар 17 година и 100 дана када је постигао свој дебитантски гол – такође против Норича – у мају 1996. Упркос интересу више премијерлигашких клубова, 27. фебруара, на свој 17. рођендан, Шелви је потписао свој први професионални уговор са Чарлтоном. Први лигашки погодак постигао је 4. априла у победи Чарлтона против Саутхемптона резултатом 3:2. Касније тог месеца, постиже голове у 2 узастопна меча, у 2:2 ремијима против Блекпула и Кардиф ситија; сезону завршава испадањем у нижи ранг такмичења, Прву лигу.
У септембру 2009. године, продужио је уговор за једну годину до 2012. године. Учествовао је у 4 гола у 24 наступа, и са Чарлтоном играо плеј-оф за промоцију.

### Ливерпул
Шелви је потписао уговор за Ливерпул маја 2010. године, за почетну цену од 1,7 милиона фунти. Дебитовао је за клуб као замена у продужецима 22. септембра у шокантном поразу Ливерпула у Лига купу од трећелигашког тима Нортхемптон тауна на Енфилду. Ливерпул је изгубио 4:2 у пеналима (Шелви је свој пенал погодио) након резултата 2:2 у регуларном делу. Свој први старт за клуб остварио је у мечу групне фазе Лига Европе против Наполија, 21. октобра 2010. године, када је одиграо свих 90 минута у ремију 0:0 са италијанским тимом. Свој премијерлигашки деби остварио је 24. октобра против Блекберн роверса на Енфилду, када је ушао пред сам крај утакмице као замена за Раула Меирелеса у победи Ливерпула од 2:1.
Прелази на позајмицу у Блекпул, у Чемпионшип, 30. септембра 2011. године. Наредног дана постиже гол на свом дебију, у победи Блекпула 5:0 против Бристол ситија, а недуго затим постиже и први хет-трик у својој професионалној каријери у победи 5:0 против Лидс јунајтеда 3. новембра исте године.
Ливерпул га 30. новембра 2011. године враћа са позајмице услед проблема са повредама у тиму (повреде Стивена Џерарда и Лукаса Леиве). Свој први премијерлигашки старт остварио је наредног викенда против Астон Виле. Први гол за први тим Ливерпула постигао је 6. јануара 2012. године у трећој рунди ФА купа, у којој је Шелвијем тим поразио Олдам атлетик 5:1 на Енфилду. Први премијерлигшки гол постигао је 8. маја ударцем са око 27 метара у победи Ливерпула против Челсија 4:1. Шелви није био члан тима у финалу Лига купа те сезоне који је Ливерпул освојио победивши Кардиф, и био је измена у финалу ФА купа у ком је Ливерпул поражен од Челсија.
Џонџo је продужио уговор са Ливерпулом 10. јула 2012. године. Ушао је са клупе против Јанг Бојса у мечу Лига Европе 20. септембра и постигао последња 2 гола у победи од 5:3. Три дана касније добија црвени картон у дерби мечу против Манчестер Јунајтеда. Групну фазу Лиге Европе завршио је са укупно 4 гола, на првобитна 2 против Јанг Бојса придодао је још један у мечу против Удинезеа 4. октобра, а потом још један у реванш мечу против Јанг Бојса 22. новембра.

### Свонзи Сити
Шелви је потписао четворогодишњи уговор са Свонзи Ситијем 3. јула 2013. године, у трансферу вредном 5 милиона фунти. Свој први гол за клуб постигао је 16. септембра 2013. године, у ремију 2:2 са својим бившим клубом Ливерпулом. У истој утакмици забележио је и асистенцију за гол свог саиграча Мичуа, међутим био је делимично крив и за оба примљена гола свог тима пошто су његове грешке довеле до голова играча Ливерпула, Данијела Стариџа и Виктора Мозеса. Уписао се у листу стрелаца и 26. априла 2014. године у поразу резултатом 4:1 од Астон Виле, када је постигао далекометражни гол после грешке дефанзивца противничког тима.
Добио је црвени картон у мечу без голова против Евертона 1. новембра 2014. године. Најпре је испуцао лопту у 24. минуту чиме је зарадио први жути картон, а потом је у 72. минуту телом блокирао протрчавање Џејмса Макартија, због чега добија и други жути картон и бива искључен. Месец дана касније, у мечу против Ливерпула Шелви хвата руком играча противничког тима Емреа Џана. Иако то судија Андре Маринер није приметио, Фудбалски савез Енглеске накнадно даје Шелвију 4 меча суспензије због насилног понашања, уз још један меч који је додат због свог претходног инцидента против Евертона. Шелви је тврдио да није било намере и да се лично извинио Џану. Дан пре меча са Ливерпулом, менаџер Свонзија Гери Монк критиковао је Шелвијеву дисциплину, рекавши му да се “опамети” и да престане са сакупљањем жутих картона које добија због своје лењости.
У јулу 2015. године, Шелви је потписао нов четворогодишњи уговор са „Лабудовима”, који би га задржао у клубу до лета 2019. године.
Након шокантног пораза против тима из четврте лиге Енглеске Оксфорда јунајтеда, 10. јануара 2016. године, Шелви је упао у свађу са једним навијачем Свонзија и наводно га изазвао да се после утакмице нађу да измире рачуне. Менаџер Алан Кертис је изјавио да су очекивали више од Шелвија.

### Њукасл јунајтед
Шелви је 12. јануара 2016. године потписао уговор на пет и по година са Њукасл јунајтедом, за суму од 12 милиона фунти. Четири дана касније направио је свој деби у премијерлигашкој победи против Вест Хем јунајтеда од 2:1, првој победи Њукасла у последњих 7 утакмица. Такође бива проглашен играчем утакмице због учешћа у оба гола које је Њукасл постигао.
За време тренинга 20. фебруара, менаџер Стив Макларен је објавио да је Шелви проглашен за капитена тима. Служио је ову улогу док је Колочини одсуствовао због повреде, и изјавио је да жели да помогне клубу да избегну испадање из лиге; у томе су били неуспешни.
Први гол за клуб постигао је у победи против Брајтона 27. августа 2016. године. Меч се завршио резултатом 2:0.  У децембру 2016. године, Шелви је суспендован на 5 мечева због расистичких изјава упућених играчу Вулверхемптон вондерерса, Ромену Сајсу, у мечу одиграном 17. септембра. Уз то добио је новчану казну од 100 хиљада фунти и Фудбалски савез Енглеске му је наредио да похађа едукативни курс. Постигао је 5 голова у 47 наступа у сезони 2016/17 и помогао Њукаслу да се врате у елитни ранг такмичења након освајања титуле Чемпионшипа.
Пред почетак нове сезоне, Шелви је променио број на дресу са 12 на 8. У првом мечу нове сезоне Премијер лиге, 13. августа 2017. године, Њукасл је играо против Тотенхема. Шелви је добио црвени картон 3 минута након почетка другог полувремена, пошто је згазио играча Тотенхема Деле Алија. Њукасл тај меч губи 2:0, а Шелви се после меча извинио за свој насилан старт. У другом колу Премијер лиге, сезона 2019/20, Шелви је постигао свој први гол сезоне у поразу од 3:1 од Норич ситија. Међутим, гол је био само утеха за лош наступ Њукасл јунајтеда.  Постигао је гол 30. новембра 2019. године против актуелног шампиона Манчестер Ситија, који је донео Њукаслу бод пошто се меч завршио резултатом 2:2.

## Интернационална каријера

### Млађе категорије
Шелви је био капитен енглеске селекције до 16 година када су освојили Виктори шилд 2007. године. Тада се уписао у стрелце 3 пута у 3 утакмице. Играо је кључну улогу и у Монтаигу турниру, који је Енглеска освојила по први пут у 7 година. Џонџo је играо сва 4 меча и постигао гол из слободног ударца у финалу против Француске. У октобру 2008. године, дебитовао је за Енглеску до 17 година и постигао гол у победи над Естонијом резултатом 7:0.
На свом дебију за Енглеску до 19 година, у септембру 2010. године, био је капитен и дао гол из слободног ударца у победи над Словачком 2:0. Уписао се у листу стрелаца и у наредна 2 наступа за репрезентацију. Први наступ за Енглеску до 21 године забележио је као измена против Азербејџана у септембру 2011. године. Енглеска је тај меч победила 6:0.
Менаџер енглеске репрезентације Рој Хоџсон изјавио је да је Шелви пропустио Европско првенство у фудбалу до 21 године јер је био ћутљив око играња на том нивоу након свог дебија за сениоре. Шелви је одговорио да му је менаџер селекције до 21 године Герет Саутгејт рекао да неће бити у тиму, и придодао да када би икада одбио позив националног тима имао би проблема са очевим бесом.

### Сениори
Шелви је могао играти за репрезентацију Шкотске и Републике Ирске преко свог деде, међутим он је изабрао Енглеску. У октобру 2012. године Шелви је позван у тим Енглеске за мечеве квалификација за Светско првенство 2014. године против Сан Марина и Пољске. Добио је свој сениорски деби 12. октобра 2012. године када је ушао са клупе у победи против Сан Марина 5:0, заменивши Мајкла Карика у 66. минуту.
Свој први старт за репрезентацију остварио је 5. септембра 2015. године против Сан Марина, у квалификацијама за Европско првенство 2016. године. Тиме је постао први фудбалер Свонзија са наступом за Енглеску. Проглашен је играчем утакмица, а Енглеска је победила 6:0.

## Приватни живот
Рођен је у Ромфорду, у Великом Лондону и одрастао је у кући већа у Харолд Хилу. Због стопе криминала у комшилуку, купио је сестри кућу у Брентвуду када је она остала трудна. Његов старији брат Џорџ је, према речима Џонџо Шелвија, бољи фудбалер, али је његова каријера уништена ноћним изласцима и журкама. Шелви има делимично шкотско и порекло Ирских Путника.
Шелви је пао низ степенице као беба, једна од више траума у његовом детињству за које верује да су могли изазвати алопецију која је изазвала опадање његове косе. Лекари су му приписали крему и рекли да спава у вуненој капи месец дана како би победио алопецију, али је Шелви одустао од тих третмана због дискомфора који су му третмани доносили. Поводом своје ћелавости изјавио је: „Ако вам се не свиђа, не разговарајте са мном“. Шелви се посветио помагању младих који пате од исте болести.
У јуну 2015. године, Шелви се оженио са Дејзи Еванс, претходно чланице једне поп групе, и са њом има ћерку. Комедијаш Џими Кер наступао им је на свадби.

## Статистика каријере

### Клупска
за мечеве одигране до 7. маја 2021.
| Клуб               | Сезона   | Лига          | Лига | Лига   | ФА куп | ФА куп | Лига куп | Лига куп | Остало | Остало | Укупно | Укупно |
| Клуб               | Сезона   | Дивизија      | Нас. | Голова | Нас.   | Голова | Нас.     | Голова   | Нас.   | Голова | Нас.   | Голова |
| ------------------ | -------- | ------------- | ---- | ------ | ------ | ------ | -------- | -------- | ------ | ------ | ------ | ------ |
| Чарлтон атлетик    | 2007–08  | Чемпионшип    | 2    | 0      | 0      | 0      | 0        | 0        | —      | —      | 2      | 0      |
| Чарлтон атлетик    | 2008–09  | Чемпионшип    | 16   | 3      | 3      | 1      | 1        | 0        | —      | —      | 20     | 4      |
| Чарлтон атлетик    | 2009–10  | Прва лига     | 24   | 4      | 1      | 0      | 0        | 0        | 2      | 0      | 27     | 4      |
| Чарлтон атлетик    | Укупно   | Укупно        | 42   | 7      | 4      | 1      | 1        | 0        | 2      | 0      | 49     | 8      |
| Ливерпул           | 2010–11  | Премијер лига | 15   | 0      | 1      | 0      | 1        | 0        | 4      | 0      | 21     | 0      |
| Ливерпул           | 2011–12  | Премијер лига | 13   | 1      | 2      | 1      | 1        | 0        | —      | —      | 16     | 2      |
| Ливерпул           | 2012–13  | Премијер лига | 19   | 1      | 2      | 0      | 1        | 0        | 10     | 4      | 32     | 5      |
| Ливерпул           | Укупно   | Укупно        | 47   | 2      | 5      | 1      | 3        | 0        | 14     | 4      | 69     | 7      |
| Блекпул(позајмица) | 2011–12  | Чемпионшип    | 10   | 6      | —      | —      | —        | —        | —      | —      | 10     | 6      |
| Свонзи Сити        | 2013–14  | Премијер лига | 32   | 6      | 1      | 0      | 1        | 0        | 8      | 0      | 42     | 6      |
| Свонзи Сити        | 2014–15  | Премијер лига | 31   | 3      | 1      | 0      | 3        | 0        | —      | —      | 35     | 3      |
| Свонзи Сити        | 2015–16  | Премијер лига | 16   | 1      | 1      | 0      | 2        | 0        | —      | —      | 19     | 1      |
| Свонзи Сити        | Укупно   | Укупно        | 79   | 10     | 3      | 0      | 6        | 0        | 8      | 0      | 96     | 10     |
| Њукасл јунајтед    | 2015–16  | Премијер лига | 15   | 0      | —      | —      | —        | —        | —      | —      | 15     | 0      |
| Њукасл јунајтед    | 2016–17  | Чемпионшип    | 42   | 5      | 1      | 0      | 4        | 0        | —      | —      | 47     | 5      |
| Њукасл јунајтед    | 2017–18  | Премијер лига | 30   | 1      | 2      | 1      | 0        | 0        | —      | —      | 32     | 2      |
| Њукасл јунајтед    | 2018–19  | Премијер лига | 16   | 1      | 1      | 0      | 0        | 0        | —      | —      | 17     | 1      |
| Њукасл јунајтед    | 2019–20  | Премијер лига | 26   | 6      | 2      | 0      | 1        | 0        | —      | —      | 29     | 6      |
| Њукасл јунајтед    | 2020–21  | Премијер лига | 27   | 1      | 0      | 0      | 2        | 1        | —      | —      | 29     | 2      |
| Њукасл јунајтед    | Укупно   | Укупно        | 156  | 14     | 6      | 1      | 7        | 0        | —      | —      | 169    | 16     |
| Каријера           | Каријера | Каријера      | 334  | 39     | 18     | 3      | 17       | 0        | 24     | 4      | 393    | 47     |

### Репрезентативна
за мечеве одигране до 17. новембра 2015.
| Тим      | Година | Наступи | Голови |
| -------- | ------ | ------- | ------ |
| Енглеска | 2012   | 1       | 0      |
| Енглеска | 2015   | 5       | 0      |
| Total    | Total  | 6       | 0      |

## Успеси

### Ливерпул
- ФА куп финале: 2011-12[23]

### Њукасл јунајтед
- Чемпионшип: 2016-17[70]

### Индивидуално
- Тим године: 2016-17 Чемпионшип[71]